# H.S. Nyberg
Henrik Samuel Nyberg, känd som H.S. Nyberg, född 28 december 1889 i Söderbärke socken, död 9 februari 1974 i Uppsala, var en svensk orientalist, religionshistoriker och språkvetare samt ledamot av Svenska Akademien.

## Biografi
Nyberg var professor i semitiska språk vid Uppsala universitet 1931–1956. Efter studier i Uppsala och Kairo utvecklades han till en internationellt ledande filolog, religionshistoriker och orientalist. Han gjorde banbrytande insatser bland annat inom forskning på det medelpersiska språket. Under ett långt forskarliv ägnade han sig åt vetenskapliga studier i olika religioner och deras historia och litteratur: judendomen, kristendomen, islam, manikeismen och zoroastrismen. Han förblev dock hela livet praktiserande kyrkokristen med en grundläggande personlig acceptans av det kristna trosinnehållet och engagerades i Svenska kyrkans diskussion om ny psalmbok och ny bibelöversättning, och han var en period ledamot av kyrkomötet. Före och under andra världskriget intog han en klar antinazistisk hållning. 
Nyberg utgav bland annat Le livre du triomphe et de la réfutation d'Ibm-er-Rawendi l'hérétique (även på arabiska 1925), Hilfsbuch des Pehlevi (1-2, 1928–1931; utvidgad engelsk utgåva 1969–1974), Manual of Pahlavi (1964) och Irans forntida religioner (1937, ny uppl 1966). Hans hebreiska grammatik från 1952 är mycket använd, och utkom i en ny utgåva 1972, en engelsk översättning är under arbete av professor Mats Eskhult. Nybergs språk- och religionsvetenskapliga arbeten utgavs postumt 1975 i serien "Acta Iranica" vid universitetet i Leiden i fyra 500-sidiga volymer med titeln Monumentum H.S. Nyberg.  Nyberg har också skrivit biografier över Henrik Schück 1948, Johan Adam Tingstadius (1958) och Esaias Tegnér d.y. (1966).
Nyberg var mycket omtalad för sina unikt omfattande språkkunskaper; han kunde (minst) 28 språk. Förutom sitt modersmål behärskade han mycket väl i tal och skrift tyska, franska, engelska och egyptisk arabiska. Han kunde skriva, läsa och tala spanska, italienska, ryska, polska, litauiska och finska. Han kunde felfritt skriva och läsa latin, klassisk grekiska, hebreiska, klassisk arabiska, och läsa och skriva arameiska, syriska och etiopiska; nypersiska, medelpersiska, fornpersiska, avestiska, mandeiska, armeniska och georgiska samt turkiska och sanskrit. Han kunde också begripa kurdiska, balochi, urdu och bengaliska. Trots sitt livslånga intresse för det forntida Iran fick han först på 1950-talet tillfälle att besöka landet.
Nyberg blev ledamot av Svenska Akademien 1948, där han innehade stol 3. Han var även ledamot av Kungliga Humanistiska Vetenskapssamfundet i Uppsala 1934, Vitterhetsakademien 1935,  Nathan Söderblom-sällskapet 1940, Vetenskapsakademien 1943, Kungliga Vetenskapssamhället i Uppsala 1954,  Det Kongelige Danske Videnskabernes Selskab 1940, Egypt Academy of the Arabic Language 1948, Iraq Academy 1960 samt ytterligare flera utländska vetenskapliga sällskap. Han var ordförande i styrelsen för Svenska teologiska institutet i Jerusalem 1954–1971. Han var hedersledamot i Sveriges Advokatsamfund 1938, i Royal Asiatic Society 1946, Han var också guvernör i Rotary och 1916–1917 ordförande för föreningen Heimdal.
Nyberg hade många framstående studenter i iranistik, däribland Geo Widengren, Stig Wikander, Sven S. Hartman och Bo Utas.

## Familj
Nyberg var son till komminister Anders Fredrik Nyberg och Ida Jansson. Själv skrev han sig alltid endast med initialerna H.S. Nyberg, och det är under detta namn han blivit känd. 
Han var gift första gången från 1920 med folkskolläraren Fanny Hasselberg (1894–1947), dotter till prästen och författaren Carl Hasselberg och Olga Arbman. De fick barnen Ingegerd 1921, Lars 1923, Sigrid 1928, Tore 1931 och Gunnar 1936. Dottern Ingegerd var lärare, präst och författare; hon var gift med språkforskaren Sigurd Fries. Dottern Sigrid kom att skriva hans biografi och fullfölja hans engagerade intresse för Främre Orienten.  Sonen Tore blev historiker och har som sådan varit verksam vid Syddansk Universitet i Odense.
Andra gången gifte han sig 1950 med Ingegerd Duske (1912–1953), dotter till köpmannen Karl Alfred Duske och Anna Maria Pehrsson, samt tidigare gift med landsfiskalen Ragnar Alexius Lindow.  
H.S. Nyberg är begravd på Uppsala gamla kyrkogård.